# Сантово
Сантово (мађ. Hercegszántó) је село у Мађарској, у јужном делу државе. Село управо припада Бајском срезу Бач-Кишкунске жупаније, са седиштем у Кечкемету.
По последњем попису из 2013. године село има 2.085 становника. Од њих су набројнији Мађари, затим Хрвати и Срби.
2,5 километра јужно од Сантова налази се истоимени гранични прелаз, наспрам граничног прелаза „Бачки Брег”.

## Географске одлике
Насеље Гара налази у крајње јужном делу Мађарске, уз државну границу са Србијом. Најближи већи црад је Баја.
Насеље Сантово налази у најсевернијем, мађарском делу Бачке. Подручје око насеља је равничарско. Сантово је по надморској висини најниже насеље у Мађарској на Дунаву. Површина сеоског атара је 68,55 km2.
Насеље се налази на тераси изнад реке, од које је дели мочвара Карапанџа. Карапанџа (мађ. Karapancsa) је део атара Сантова и део националног парка Дунав-Драва, који обухвата мочваре на крајњем југу тока Дунава кроз Мађарску.

## Историја
Село се под данашњим називом први пут спомиње 1419. године. По српском извору из 1905. године место је насељено у 16. веку. Сантово као село помиње се у под истим именом у старом српском писаном споменику из 14. века „Лесновском поменику”. Помиње се као „Szanto” у списку бачких места, сачињеном 6. новембра 1692. године, која су ослобођена давања војног и осталог новчаног намета. Радило се о српским местима, тада насељеним, за које се обавезао генерал Монастерија, да ће он плаћати граду Варадину и царској војсци. Године 1736.
Сантово је било српско село, на челу са кнезом Јанком Јакшићем, који је учествовао на избору за српски народно-црквени сабор у Сомбору. Међутим, касније у истом 18. веку село се сада спомиње као шокачко, римокатоличке вероисповести. Православци су за кратко време масовно ту прешли у католичку веру.

## Повраћај Шокаца у православље
То је разјаснио у свом говору одржаном у Сантову 28. фебруара 1899. године, пред окупљеним народом, сомборски парох Љубомир Купусаревић. Он каже тада следеће: „Но ја вас ево јавно исповедам и тврдим, да вас Сантовчане у крило православне цркве само ваша православна свест приводи, а ево и доказа. У нашим старим српским књигама стоји забележено да је 1736. године дакле пре 163 године, Сантово је било чисто српско село и тадањи Сантовчани Срби; те године је у Сантову био сеоски кнез Јакшић; овај исти Јакшић са другим сеоским старешинама бирао је у Сомбору посланика за наш црквено-народни сабор. Силом тадашњих по православну веру и цркву неповољних и тешких прилика, морали су тадашњи Сантовчани Срби, ваши преци у римокатоличку веру прећи. Па не само Сантовчани него и сви дуж Дунава живећи Срби. Принудише додуше Сантовчане Србе, ваше претке, да приме страну им веру; али не могоше им са прелазом у другу веру и православну свест угушити”.
Слично говори и „Опис Бачке”, објављен 1866. године, у којем се наводи: „Од Моношторца к југу уз Дунав бијаху на почетку прошлог (18.) столећа србска села Сремљани, Сантово, Барачка, Даутово. Сада у тим местима живе Мађари и Немци, само у Сантову Срби римске вере или Шокци. Из осталих места раселио се наш народ у Станишић и у Сомбор”.
Када је формирано Српско Војводство и Тамишки Банат, Сантовачани иноверци су били против њиховог припајања тој царској области. Писали су сложно католици и калвинисти петиције на мађарском и немачком језику, борећи се да буду изузети. Једно такво писмо, поткрепљено ставом које је написао 8. октобра 1849. године у Сантову, мештанин Емерик Деваи, публиковано је у књизи.
По попису објављеном 1864. године, у Сантову је оваква демографска слика: укупно има 3097 становника од којих доминирају католици, а православних је тек 21 душа. У националном погледу највише има Хрвата (1765), па Мађара (1277), следе Чивути (Јевреји - 47) па најмање Срба. Под Хрватима су сматрани Шокци и Буњевци.
Крајем 19. века у мађарском делу Хабзбуршке монархије спровођена је интензивна мађаризација немађарског становништва. Тада се десио веома занимљив догађај у Сантову. 1899. У години када су Мађари славили хиљадугодишњицу доласка у Панонију 1896. године код проповеди у месној римокатоличкој цркви која је изграђена 1752. године у част Велике Госпе, поп Јанош Батори (мађ. Bátori János) (помађарени Буњевац, Иван Бурнаћ, родом из Чонопље) дотада коришћен шокачки говор српског језика заменио је мађарским, што је изазвало бурну реакцију месног шокачког становништва.
Предводници народног бунта Јаша Проданов, Живко Велин и Шандор Андрин
отишли су у Калачу (мађ. Kalocsa) код бискупа Ђерђа Часке (мађ. Császka György) да им се врати право на употребу њиховог матерњег језика у месној цркви. Нису успели у своме подухвату. Касније су потражили и кардинала Колоша Васарија (мађ. Vaszary Kolos) у Будимпешти, па чак и папског нунција у Бечу, без икаквог успеха. Сантовчани су тада затражили помоћ од сомборског српско-православног пароха Љубомира Купусаревића који је проследио њихову молбу за прелазак у православље епископу бачком Герману Опачићу. Велику улогу пре преласка Сантовчана одиграли су поред Купусаревића и сомборски учитељ Стефан Илкић и правник Петар Цветковић.
Огорчење је било толико да је дана 12. марта 1899. године 1200 римокатоличких Шокаца прешло у православље. Прелазак су обавили свештеници Љубомир Купусаревић, Ђура Страјић, Михајло Миловановић, Стеван Михалџић, Милан Боберић, Милосав Поповић, Бранислав Поштић, Милутин Гавриловић, Жарко Ј. Поповић и ђакон Георгије Павковић. А авлији трговца Јаше Продановог масовно су Шокци променили веру. Прелазак Сантоваца је у листу Карловачке митрополије Српски Сион поздравио и патријарх Георгије Бранковић. Догађаје у Сантову помно је пратила и тадашња српска штампа у Угарској: Браник, Застава, календар Орао, а такође су опширно извештавали и будимпештански листови Еђетертеш (мађ. Egyetértés), Мађарорсаг (мађ. Magyarország) и Пештер Лојд. Босанска вила је писала о том догађају. Јуна 1899. године велика група мештана Сантовчана је на позив православаца из Новог Сада, заједно обишла неке фрушкогорске манастире на Фрушкој гори. То је организовано да би повратници у православну веру боље и непосредно упознали православље, у старим српским светињама. Након посета и приређене срдачне добродошлице у манастирима Раваница, Јазак, Хопово и Крушедол свратили су у Карловце, па у Нови Сад. Свуда су дочекивани срдачно и радосно, и добијали поклоне за успомену са тог поклоничког пута.
Новине су забележиле прво крсно име (свечарство) да је у Сантову прославио о празнику Св. Стевану, мештанин Бариша (Вартоломија) Јелић - „нов православни Србин”. У његовој кући се прво светила „свечарска водица” и први је свечарски колач са свештеником пререзао. Он је био нарочито значајан за прелазак Сантовчана из католичке у православну меру. Међу првима је прешао у православље, а за њим су се други повели. Отишао је Бариша у Бају одакле је донео звона за православну цркву.
Почетком 20. века Сантово (или Херцегсанто) је велика општина, у Бајском политичком срезу. Ту живи 3528 становника у 655 домова. У националном и верском погледу састав је шаролик. Највише има Мађара (1500), затим Срба (934) и Шокаца (929), следе Јевреји (84), Немци (40) и Словаци (41). Од јавних српских здања помињу се српска православна црква и српска вероисповедна школа. Од комуникацијских средстава ту је само пошта, а најближи брзојав је у Бездану.
Године 1910. Сантово је било етнички мешовито насеље - Мађари 50%, Шокци 30% и Срби 20%.
На прагу 21. века у Сантову постоји српска православна црква посвећена Рођењу Богородице. Налази се западно од данашњег центра насеља, а подигнута је 1900. године. Ту је пренет и постављен иконостас из Оповачке цркве у Сентандреји, а настао је у другој половини 18. века. Богородичин и Владичин трон су из 1804. године, а ту су пренети из српске цркве у Батосеку. У унутрашњости општег гробља је издвојена српска парцела, намењена православцима. Споменици су са натписима на српској ћирилици, а парцела је одмерена 1898. године.

## Црква
Православно парохијско звање је основано у Сантову 1899. године, када су Срби римокатоличке вере (Шокци) масовно прешли - повратили се у православље. То је најбољи пример, када се жели показати - доказати: ко су Шокци?, и - да ли постоје Срби католици?. Од 1899. године воде се и православне црквене матрикуле. Српска православна црква подигнута је у част Рођења Пресвете Богородице (Мала Госпојина) и освећена 30. септембра 1900. године. Храм је осветио епископ Митрофан Шевић у пратњи месног пароха Жарка Поповића, протосинђела Георгија Видицког и проте Љубомира Купусаревића. Храм је изграђен по нацртима архитекте Момчила Тапавице. Иконостас је пренет из сентандрејске Оповачке цркве. Иконостас је дело непознатог украјинског иконописца из 1746. године. Плац за српску цркву и школу платио је патријарх Георгије Бранковић. Године 1899. становници Вуковара, велепоседници Алекса и син му Радивој дали су 1000 ф. прилога за цркву. Арса Пајевић књижар из Новог Сада приложио је 200 ф, а 100 ф. послао је Стеван Грађански поседник из Рац Милетића. Током 1901. године стигло је много материјалних поклона сантовачкој православној цркви, које наводи црквени лист. Тако је „Србин римокатолик” из места, Никола Јоцић украсио храм са лепим полијелејем вредним 100 к. Петар Дугалин у друштву са Марином Балажинцом и Марином Андриним даровали су два црквена барјака. Сегединска православна црквена општина поклонила је свилено „небо”. Сомборкиња удова Јелена Коњовић дала је четири полусвилена стихара за ђаке. Урош Рацковић из Дарде донео је четири ђачка чирака, а Земунац, Теодор Љубиша послао је четири црквена топа (прангије). Удова Јулка Живковић из Старог Бечеја поклонила је цркви један врло леп стихар ђачки. Црквена порта је била ограђена гвозденом оградом (1905). За првог православног свештеника, администратора парохије у Сантово је постављен млади поп Никола Мидић, родом из Старог Бечеја, октобра 1900. године (ту и 1906). У Сантову је тада организована прва до тада српска црквена општина, са редовном црквеном скупштином. Председник прве црквене општине и школског одбора био је 1902. године Шандор Адрин. О овом јединственом догађају у Сантову, српски књижевник из Мађарске Драгомир Дујмов је 2006. објавио роман „Раскршће”. Православна парохија сантовачка је била пете платежне класе, са парохијским домом, али без парохијске земљишне сесије. Из јерархијског фонда примане су дотације од 1400 к. Прешао је 1905. године у православље, још 21 римокатолик из места.
У Сантову је испевана балада о Родољубу и Аници поводом трагичне љубави двоје младих. О догађају који се због верске нетрпељивости десио 14. априла 1929. написали су песму о Родољубу Лукићу и Аници Мандић, Матија Шишковић (српска варијанта) и Миша Јелић (шокачка варијанта).
За Сантово је везан и трагичан догађај, који показује однос Хортијевих власти у Мађарској према месним Србима у току Другог светског рата. Тада су припадници мађарске полиције усмртили месног православног јереја Милоша Апића (12. априла 1941. године).

## Школа
Након цркве, дошла је на ред и школа, која је требало да буде народна вероисповедна у којој би деца учила на матерњем српском језику. Расписан је фебруара 1901. године стечај за учитеља у „овомесној новооснованој четвороразредној мешовитој православнј српској вероисповедној школи” у Сантову. Понуђена учитељска плата је 600 к, као минимална по закону, и узимаће се из фонда „Св. Саве” у Карловцима. Изабран је за првог учитеља свршени приправник Свет. Поповић, родом из Сомбора. У Сантову је 8. септембра 1901. године о црквеној слави Малој Госпојини, отворена „Православна српска основна школа”, у коју је пошло 96 ђака. Школско здање је у ствари једна обична сеоска кућа, и као такво неадекватно. Учионица тескобна, мрачна, непатосана. Деца су подељена у два разреда; један иде пре подне, а други после подне. Покренута је тада акција да се нова и прописна зграда сагради, у вредности 4000 к. Сантовачку школу опремили су током 1901. године књижари, а посебно је значајан поклон Новосађана. Новосадска православна црквена општина послала је новоотвореној српској школи - 15 ђачких скамија и сав школски намештај. За 32 к платили су и да се то пренесе и намести у сантовачкој школи. Књижар Петар Николић из Загреба подарио је 50 примерака књиге „Светосавски дар” за добру децу, а друге његове колеге из тог фаха - Арса Пајевић, Лука Јоцић, Браћа Поповић из Новог Сада и Миливој Каракашевић из Сомбора дали су ђачке књиге, таблице, прописе и други прибор. Школско ново здање по свим прописима и стандардима је завршено 1905. године. У школу је могло да иде пописани 216 и за забавиште 99 деце. Међутим, редовну наставу је пратило 93 ђака, док је у недељну или пофторну школу је ишло 24 детета старијег узраста. Школски управитељ 1905. године био је Никола Мидић парох, а школски старатељ Милан Мокић. Српски учитељ у народној вероисповедној школи у Сантову 1907. године је био Лазар Теофановић, родом из Сентомаша. Изабран је 1909. године Иса Поповић за сантовачког учитеља (ту и 1911). Учитељица Вукосава Симендић је 1911. године претплатник „Школског листа” из Сантова.
После Првог светског рата један део српског становништва се иселио у српске делове новоформиране Краљевине Срба, Хрвата и Словенаца.
Срби православци у Сантову су откупили зграду старе српске вероисповедне школе, која је прешла у власништво Српске самоуправе у месту. Године 2018. започета је њена репарација.

## Становништво
По званичним проценама из 2008. г. село има 2.086 становника. Последњих деценија бележи се стални пад становништва.
По попису из 2001. г. Сантово је било мешовито са нагласком на мађарску већину. Етнички састав у селу је био следећи:
- Мађари - 83,0%
- Хрвати - 12,2%
- Срби - 3,8%
- Немци -0,6%
- Роми - 0,2%

Село је одавно познато по присутности српске мањине, некада знатно бројније, али и даље присутне. У селу постоји велика српска православна црква. Месни Срби и данас верно чувају свој језик и обичаје. Поред Српске православне црквене општине постоји и месна Српска мањинска самоуправа.

## Познати становници Сантова
У Сантову је рођен један од најбољих мађарских фудбалера Флоријан Алберт (мађ. Albert Flórián).
У Сантову су рођени песници о. Љубинко Галић и о. Војислав Галић, те Радован Јелашић некадашњи гувернер НБС у Београду. Својим пореклом за Сантово се везују: академик и српски књижевник Стојан Д. Вујичић, етномузиколог и композитор Тихомир Вујичић, књижевници Предраг Степановић и Драгомир Дујмов, Коста Вуковић кустос Српског православног музеја у Сентандреји, Милан Степанов песник и главни уредник српског недељника у Мађарској Српске народне новине.